# 궁능유적본부
궁능유적본부(宮陵遺跡本部)는 대한민국 국가유산청의 소속기관으로, 본부장은 고위공무원단 나등급에 속하는 임기제공무원으로 보한다.
2019년 1월 1일 문화재청 활용국 산하 궁능문화재과, 세종대왕유적관리소, 궁·종묘관리소, 조선왕릉관리소를 통·폐합해 신설되었다.
궁능문화재과는 1981년 11월 2일 궁원관리과로 부서 신설 후 궁·종묘와 조선왕릉을 관리하였던 부서이며, 2012년 서울 종로구청으로부터 사직단을, 2013년 서울 중구청으로부터 숭례문 관리를 이관받았다. 조선왕릉관리소는 2012년 9월 12일 이곳에서 분할되어 신설되었던 기관이다.

## 소관 사무
- 경복궁(칠궁을 포함한다), 창덕궁, 덕수궁(숭례문을 포함한다), 창경궁, 종묘(사직단을 포함한다)의 문화재 및 시설물과 수목의 보존·관리 및 활용
- 능·원·묘와 그 부속 임야 및 토지의 보호·관리 및 활용

경복궁관리소
- 경복궁과 칠궁내의 문화재 및 시설물과 수목의 보호·관리
- 관람만족도 향상계획의 수립·시행
- 관람객 안내 및 관람 편의시설 운영계획 수립·시행
- 전통문화 행사와 체험교육 계획의 수립·시행
- 그 밖에 경복궁관리소의 운영에 관한 사항

창덕궁관리소
- 창덕궁내의 문화재 및 시설물과 수목의 보호·관리
- 관람만족도 향상계획의 수립·시행
- 관람객 안내 및 관람 편의시설 운영계획 수립·시행
- 전통문화 행사와 체험교육 계획의 수립·시행
- 그 밖에 창덕궁관리소의 운영에 관한 사항

덕수궁관리소
- 덕수궁(숭례문을 포함한다)내의 문화재 및 시설물과 수목의 보호·관리
- 관람만족도 향상계획의 수립·시행
- 관람객 안내 및 관람 편의시설 운영계획 수립·시행
- 전통문화 행사와 체험교육 계획의 수립·시행
- 그 밖에 덕수궁관리소의 운영에 관한 사항

창경궁관리소
- 창경궁내의 문화재 및 시설물과 수목의 보호·관리
- 관람만족도 향상계획의 수립·시행
- 관람객 안내 및 관람 편의시설 운영계획 수립·시행
- 전통문화 행사와 체험교육 계획의 수립·시행
- 식물원의 관리
- 그 밖에 창경궁관리소의 운영에 관한 사항

종묘관리소
- 종묘 및 사직단내의 문화재 및 시설물과 수목의 보호·관리
- 관람만족도 향상계획의 수립·시행
- 관람객 안내 및 관람 편의시설 운영계획 수립·시행
- 전통문화 행사와 체험교육 계획의 수립·시행
- 그 밖에 종묘관리소의 운영에 관한 사항

세종대왕유적관리소
- 영녕릉(英·寧陵)의 효율적 보존 및 관리에 관한 사항
- 세종(효종)대왕의 유덕 및 위업 선양에 관한 사항
- 세종(효종)대왕 숭모 행사에 관한 사항
- 사적경관 보존 및 조성에 관한 사항

## 연혁
- 1955년 6월 8일: 구황실재산사무총국 경복궁사무소, 덕수궁미술관, 창경원, 종묘사무소 발족
- 1960년 5월 27일: 구황실재산사무총국 창덕궁사무소 발족
- 1961년 10월 2일: 문화재관리국 경복궁사무소, 창덕궁사무소, 덕수궁사무소, 창경궁사무소, 종묘사무소로 개편
- 1998년 2월 28일: 문화관광부 문화재관리국 경복궁관리소, 창덕궁관리소, 덕수궁관리소, 창경궁관리소, 종묘사무소로 개편
- 1999년 5월 24일: 문화재청 경복궁관리소, 창덕궁관리소, 덕수궁관리소, 창경궁관리소, 종묘관리소로 개편
- 2019년 1월 1일: 대한민국 문화재청 소속으로 궁능유적본부 설치.[5] 책임운영기관으로 지정.[6]

## 조직
궁능유적본부장 아래로 2과, 9관리소로 직제되었으며 각 관리소의 책임자인 관리소장 또한 과장급이다.
궁능유적본부장
- 궁능서비스기획과
- 복원정비과
- 경복궁관리소

경복궁과 칠궁의 문화재 및 시설물과 수목을 보존·관리하는 부서로 경복궁관리소장은 부이사관(3급 상당)·서기관 또는 기술서기관(4급 상당)으로 보한다. 서울특별시 종로구의 경복궁 내에 위치하고 있다. 그리고 경복궁 내를 지키는 곳이다
주요건물로는 근정전,광화문,경회루등(근처)
- 창덕궁관리소

창덕궁의 문화재 및 시설물과 수목을 보존·관리하는 부서로 창덕궁관리소장은 서기관 또는 기술서기관(4급 상당)으로 보한다. 서울특별시 종로구의 창덕궁 내에 위치하고 있다.
- 덕수궁관리소

덕수궁과 숭례문의 문화재 및 시설물과 수목을 보존·관리하는 부서로 덕수궁관리소장은 서기관 또는 기술서기관(4급 상당)으로 보한다. 서울특별시 중구의 덕수궁 내에 위치하고 있다.
- 창경궁관리소

창경궁의 문화재 및 시설물과 수목을 보존·관리하는 부서로 창경궁관리소장은 행정사무관·임업사무관 또는 시설사무관(5급 상당)으로 보한다. 서울특별시 종로구의 창경궁 내에 위치하고 있다.
- 종묘관리소

종묘와 사직단의 문화재 및 시설물과 수목을 보존·관리하는 부서로 종묘관리소장은 행정사무관·임업사무관 또는 시설사무관(5급 상당)으로 보한다. 서울특별시 종로구의 종묘 내에 위치하고 있다.
- 세종대왕유적관리소

조선 제4대 세종대왕 및 소헌왕후의 합장릉(영릉,英陵)과 제17대 효종대왕 및 인선왕후의 쌍릉(영릉, 寧陵)을 보존 관리하고 세종시대의 천문, 과학 유물 등을 지속적으로 복원·전시하는 부서이다. 경기도 여주시 세종대왕면 영릉로 269-50(왕대리 신83-1)에 위치하고 있다.
- 조선왕릉동부지구관리소
- 조선왕릉중부지구관리소
- 조선왕릉서부지구관리소